# ニキアスの和約
ニキアスの和約（ニキアスのわやく、英: Peace of Nicias）は、紀元前421年3月に、ペロポネソス戦争終結を目的として、デロス同盟とペロポネソス同盟との間で結ばれた講和条約である。

## ペロポネソス戦争
紀元前449年、ペルシア戦争を勝利で終結させたデロス同盟であったが、その後アケメネス朝ペルシアの勢力が弱まるにつれて同盟は本来の性格を失い、同盟に対するアテナイの支配力が強まっていった。デロス島に置かれていた財務局も紀元前454年にアテナイに移され、ペリクレスの時代になると同盟はアテナイ帝国へと変貌させられた。年賦金も当初の総額460タラントが紀元前425年には総額ほぼ1500タラントに上がり、それらはもっぱらアテナイのための神殿建設や軍資金の重要な資金源となった。同盟都市はもはや政策立案に参画することなく、事実上アテナイの属国と化した。アテナイ帝国の発展が、多くのギリシア諸都市の自治を破壊あるいは脅かすに至り、アテナイと並びギリシア諸都市の指導的立場だったスパルタは、自らの地位への脅威を感じアテナイへの不信を強めた。スパルタを中心とするペロポネソス同盟と、アテナイを中心とするデロス同盟の対立は深刻化していった。
そして紀元前431年、スパルタは同盟諸市の要請もありアッティカに侵入、ペロポネソス戦争が始まった。ニキアスの和約までの前半はアルキダモス戦争とも呼ばれ、戦いはアテナイ側の2倍の重装歩兵をもつスパルタ側が陸から包囲したのに対し、圧倒的な海軍力を誇るアテナイは、ペリクレスの指導の下市民を城壁内に籠城させ、陸上では防御、海上では攻撃という戦略に出た。この戦略はリオンやナウパクトスなどの海戦の勝利など戦争のアテナイ側の実質的勝利に寄与し、途中、猛威をふるった悪疫によって人口の4分の1とペリクレスを失うという打撃を受けながら戦局を有利に展開していった。

## ニキアスの和約
開戦から数年たち、アテナイ軍がメッセニアのピュロスを占領したとき、メッセニア人の反乱を恐れたスパルタ側は紀元前425年アテナイ側に対し和議を提案したが、アテナイの好戦派クレオンの強硬論によって成立しなかった。しかし、その後トラキアに出陣したクレオンがアンフィポリスの戦いで大敗し戦死すると、アテナイにも和平の機運が高まり、和平派のニキアスとスパルタ王のプレイストアナクスは紀元前421年に双方の占領地を返還するなどの戦前の秩序維持を目的としたニキアスの平和が結ばれた。アテナイ市民がこの講和をいかに待ち望んでいたかということは、アリストパネスの喜劇『平和』が示している。

## その後
しかしその後占領地が全面的に返還されることなく、和平以降も依然緊張が続いていた。そして紀元前415年～紀元前413年にかけて、シチリアに空前の大遠征軍を送り、シラクサを攻撃し戦争は再開された。しかしこの大遠征はアテナイの壊滅的な大敗北に終わり、またこの戦いでニキアスも失ってしまった。遠征の失敗は戦争全体のアテナイの敗北を決定づけ、またこの遠征以降デロス同盟から離反する諸都市が相次ぎ、同盟は事実上崩壊した。そして紀元前405年、アイゴスポタモイの海戦でアテナイ艦隊は全滅し、翌紀元前404年、アテナイの降伏で戦争は終結した。